# Gare d'Estouches
La gare d'Estouches est une ancienne gare ferroviaire française de la ligne d'Étampes à Beaune-la-Rolande, située sur le territoire de la commune d'Estouches, dans le département de l'Essonne en région Île-de-France.

## Situation ferroviaire
Établie à 137 mètres d'altitude, la gare d'Estouches est située au point kilométrique (PK) 73,688 de la ligne d'Étampes à Beaune-la-Rolande entre les gares de Méréville et de Sermaises du-Loiret.

## Histoire
La gare d'Estouches est inaugurée le 19 février 1905 lors de l'ouverture de la ligne par un train inaugural parti de la gare Étampes vers 14 heures et arrivé à Pithiviers à 15 h 30. Elle fut fermée le 4 novembre 1969.
Au début du XXe siècle, 4 trains faisaient l'aller-retour entre Étampes et Pithiviers afin de permettre aux paysans de vendre leurs produits sur le marché d'Étampes.